# タンゴブラザー
タンゴブラザー（TANGO Bros.）は、1999年11月に高砂電器産業（後のコナミアミューズメント）が開発、発売したパチスロ機。4号機、A-400タイプ。保通協に登録された型式名は『タンゴブラザー』。

## 特徴
- 赤、白、緑の7絵柄を採用、全リールにこの3つの絵柄の3連部分が存在する。目押しの配慮として、ボーナス絵柄のみ黒背景になっている。
- 高砂初の6ライン機。従来機の枠下外直線が6ライン目（「スペシャルライン」）で、ここでの小役が成立時は払い出しがあり、リーチ目となる。業界初の枠外小役が有効な機種とされている。
- 赤、白、緑の7絵柄が「スペシャルライン」に並んだ場合、チャンス目となる。7セグデジタルが作動し、ゾロ目停止でボーナス確定。
- ビッグボーナスは同色の7揃い。レギュラーボーナスは「赤・赤・緑7」揃い。ビッグ成立時は全て3連で揃えた方が払い出しを稼ぐことが出来る（単独で5枚払いのため）。
- 業界初の立体イラストパネルとされている。イラストは「串に刺さったトリプル7」。
- ボーナスフラグ成立後、5ゲーム以内に何らかの告知（全消灯など）が発生するようになっている。
- 当時流行していた団子3兄弟がモチーフ。BGMも似たように作られていた。

## スペック
- ボーナス確率

| 設定 | BIG確率 | REG確率 | 機械割 |
| ---- | ------- | ------- | ------ |
| 1    | 1/264.3 | 1/819.2 | 95.0%  |
| 2    | 1/252.1 | 1/819.2 | 97.0%  |
| 3    | 1/240.9 | 1/819.2 | 99.0%  |
| 4    | 1/230.8 | 1/780.2 | 101.2% |
| 5    | 1/221.4 | 1/712.4 | 103.6% |
| 6    | 1/210.1 | 1/655.4 | 106.7% |

※メーカー発表値

## 演出
- 全消灯演出
- 7セグによる抽選演出

## 裏モノ
- 発売当時から関東の一部のエリアでビッグ偏重型の爆裂系裏モノとして知られた。